# 小花假卫矛
小花假卫矛（学名：Microtropis micrantha）为卫矛科假卫矛属下的一个种。

## 扩展阅读
維基物種上的相關：小花假卫矛